# Dasumia canestrinii
Dasumia canestrinii là một loài nhện trong họ Dysderidae.
Loài này thuộc chi Dasumia. Dasumia canestrinii được Ludwig Carl Christian Koch miêu tả năm 1876.